# 聖剣伝説 FRIENDS of MANA
『聖剣伝説 FRIENDS of MANA』（せいけんでんせつ フレンズ オブ マナ）は、スクウェア・エニックスから2006年10月18日から配信されたSoftBank 3G端末用ネットワークRPG。聖剣伝説シリーズの外伝作品。iモード版は2007年4月16日から、EZアプリ版は2007年11月8日配信開始。2011年2月28日にサービスを終了した。

## 概要
心のままに揺れ動く世界「ミ・ディール」を舞台に世界で困っている人達を助けていく設定で、シリーズ初となるユーザー同士のコミュニケーション要素が満載である。
また、ゲームのベースが『聖剣伝説 LEGEND OF MANA』としているので、ベースとなったゲームに出るキャラクターや地名も登場する。

## ストーリー
ミ・ディールでペット共に旅をする楽師は、とある町の空き家から謎の少女の幻を見てしまう。
そして黒い雲の嵐に巻き込まれた妖精を町の住民たちと共に助けたことをきっかけに、楽師は空き家での新しい暮らしが始まった。

## システム

### ペット
主人公はペットと共に冒険する。発掘や採集、戦闘などはモンスターが行い、主人公は戦闘時にオートで戦うモンスターにアイテムを使用するなどのサポートを勤める。
また移動時は先頭を変えることが可能で、ペットを先頭にするとアイテムを見つけやすくなる分、敵に発見されやすく。主人公を先頭にするとアイテムが見つけにくくなるものの敵に発見されにくくなる。
ペットはゲーム内の時間経過とともに幼体→成体→老体と変化していく。幼体のほうが能力があがりやすく、老体になると発見するアイテムの詳細がわかりやすくなる。
成体以降になると一度だけ配合により子供を作ることが可能となる。配合は異性のモンスターと可能になっており、自分の手持ちのペットか他のプレイヤーのペット(ただし有料)を相手として選ぶことができる。また配合時に果物をひとつ使用することも可能で果物によって生まれて黒ペットの能力や性別を変更することができる。

### イベント
物語として大きくクエスト、シナリオ、季節イベントが存在する。
クエスト
街やエリアで受けるイベント。住人の要求するアイテムや、特定の条件を満たすことでハッピーポイントが加算されていく。
シナリオ
配信されているイベントで一シナリオとして構成されている。クエストとは違い基本的には一度のみしかプレイできない。普段登場しないキャラクターなども登場する。
季節イベント
期間限定でプレイできるイベント。自分の村で話が進行する。このイベントでしか取れないアイテムなども登場する。

### ハッピー、楽師ランク
イベントをクリアするなど条件を満たすとハッピーポイントが加算される。ハッピーポイントが一定数溜まるなどの条件をクリアすると主人公の楽師ランクが上昇する。楽師ランクが上昇することで合成できるアイテムや家の増築の限界などが解除され、ペットが冒険できるエリアも増加する。またハッピーポイントは後述のハッピーランキングにも関連する。

### エリア・ハッピーランキング
本作ではプレイヤーの住む地域ごとに9つのエリア(エリア名は聖剣伝説LOMのランド名と同じ名称)が設定されており、エリアごとで冒険できるランドなどが決められている。
また各エリアごとで溜まったハッピーポイントをそのエリア住民で割った値でハッピーランキングが決定される。ランキングの順位が高いと、自分のエリアには無いランドへ行くことができる大砲屋が利用できるようになり、ボーナス特典などが付いたりする。逆にランキングの順位低いと、ニキータが現れて珍しいアイテムを販売したり、街が荒らされるなどのイベントが発生するようになる。

## キーワード
ミ・ディール
心のままに揺れ動く夢世界。嬉しい気持ちや悲しい気持ちがそのまま世界に反映されるという。また他の聖剣シリーズの夢世界のため他のシリーズの人物も登場している。なお、聖剣伝説LoMの世界はファ・ディールである。
黒い雲の嵐
ミ・ディールを襲う現象。タナトスと関連があるという。

## 登場人物

### 主要人物
主人公（デフォルト名なし）
本作の主人公。ペット共に旅をしていた楽師で、演奏することでペットモンスターの能力を引き出す事が出来る。「子供、大人」「男、女」で四つのデザインを持ちそれぞれ複数のカラーリングを選択できる（デザイン以外の違いは無い）。幽霊少女を見た事やリーンを助けた事をきっかけに新しい生活が始まった。
らびりん
主人公のペットのラビで、最初に使う事となるモンスター。プロローグイベントの途中で寿命が来てしまい死別する事となる。
リーン
妖精の少女で、黒い雲の嵐に巻き込まれて負傷していたところを主人公達に助けられる。その後主人公と共に旅をする事となる。
村長
主人公が生活する村の村長でニキータ族。主に家の拡張やバザーの出品を行ってくれる。
ドゥエル
主人公が生活する村で農家を営んでいる。決められた二つの種で作物を栽培してくれる。
ジェニファー
主人公が生活する村に在住する動物学者。恋愛願望が強く極度の味オンチ。主にモンスターの放牧や合成などを行ってくれる。
ベルボ
主人公が生活する村にで合成屋を営んでいる。合成釜を持ってくれば釜に応じた合成を行ってくれる。
サボテンちゃん
ナビゲート時に登場するサボテンの女の子。サボテンくんのガールフレンドらしいのだが無口な彼とは違いかなりのおしゃべり。
マナ
主人公が空き家で出合った幽霊の少女。
アリア
主人公の先輩冒険者。グラフィックは「女、大人」の主人公の色違いだが、彼女はマラカスを使用する。
フローラ
アリアのペットの白いラビ。性別はメス。らびりんと死別した主人公が新たなパートナーを持つきっかけを作った。
クローディア
魔界で出会う、不幸を司る者。タナトスや魔剣カルマを率いる。
魔剣カルマ
クローディアのしもべの意思を持った魔剣。リーンからは「聖剣もどき」といわれている。

### シナリオ「ランプ花の伝説」
マーク
ジェニファーに想いを寄せている昆虫人の男性。彼女の為にランプ花の森に向かう。
レイチェル
昆虫人の少女。ジェニファーの事で思い悩むマークの前に現れる。

### シナリオ「死の山と5人の魔法使い」
バド
魔法都市ジオの魔法学園に通っている。同級生のポポイといつもイタズラをしてはカシンジャに叱られている。マドラ海岸で祈りを捧げるクエストにも登場する。
コロナ
バドの双子の姉。バドの問題児っぷりに呆れている様子。白の森で祈りを捧げるクエストにも登場する。
ポポイ
魔法学園に通う妖精の子供でバドのイタズラ友達。
カシンジャ
魔法学園の教師。いつも問題ばかり起こすバドとポポイを説教している。
シャルロット
祖父の病気を治す薬を探しにウェンデルという所からはるばるやって来た幼い容姿の少女。これでも実年齢は15歳である。

### シナリオ「海賊」
ラルク
海賊の首領を父に持つ獣人の少年。海賊船バルドで航海しているが密かに実家で待つ母と姉に手紙を送っている。
ティアマット
海賊の首領でラルクの父親。海賊なら家族の事を捨てるよう促している考えを持つ。
シエラ
ラルクの姉。過去のある出来事で両目を失明している。
ヴァディス
ティアマットの妻でラルクとシエラの母親。家族を捨てた夫を妬んでいる様子。

## 主なスタッフ
- プロデューサー：石井浩一
- ディレクター：加藤順
- アシスタントプロデューサー：小山田将
- デザイナー：山手清嗣、佐々木倫子、etc.
  - キャラクターグラフィックデザイン：池田奈緒
  - マップBGグラフィックデザイン：高橋一彦
  - イラストレーション：亀岡慎一
  - ロゴイラスト：吉岡愛理